# Casino Foment d'Igualada
El Casino Foment és una entitat d'Igualada creada a finals del segle xix, capdavantera en l'activitat associativa i a la de reunió. Casal independentista sense vinculació política i qualsevol en pot ser soci, sigui quina sigui la seva condició social. L'edifici de l'entitat, construït el 1890 pel mestre d'obres Pau Riera i Galtés, és al centre històric, a la Rambla de Sant Isidre, 14, D'estil neoclàssic, la façana presenta tres eixos d'obertures, de mig punt a la part baixa, arquitravades a la superior, coronades per frontons. i està protegit com a bé cultural d'interès local.

## Descripció
Edifici d'una planta i un pis. De planta rectangular. La façana està composta per tres eixos d'obertures. A la part inferior hi ha una portalada d'arc rodó i dues finestres a cada cantó, també d'arc rodó. El pis amb tres obertures i una sola balconada de ferro, coronades cadascuna per un frontó. Pertany estèticament al Neoclàssic, molt marcat per les decoracions de la façana (frontons). Destaca la Sala Magna, que conserva la decoració dels anys vint. Es conserva el sostre amb motllures de guix de tipus floral, així com les pintures murals, obra dels artistes Maurici Vilomara i Salvador Alarma. Aquesta sala és d'interès històric-cultural.. És de remarcar en el conjunt l'escala de l'entrada, que situa la planta del local a un nivell superior del carrer.

## Història
Durant els anys 1918 i 1925 la majoria d'accions del Casino foren adquirides per la Mútua Igualadina, la qual passà a ésser propietària de l'edifici. L'any 1982 fou adquirit els socis, per mitjà d'accions. L'entitat ha participat en la festa major d'Igualada des de principis del segle XX i ha acollit nombrosos actes i concerts.